# Brachytria occidentalis
Brachytria occidentalis är en skalbaggsart som beskrevs av Mckeown 1938. Brachytria occidentalis ingår i släktet Brachytria och familjen långhorningar. Inga underarter finns listade.